# Kannibalfilm
Kannibalfilm är en exploateringsfilmsgenre med inriktning på urbefolkningar som utövar kannibalism. Majoriteten av filmer producerades i Italien mellan 1978 och 1981.

## Definition av genren
Att kannibalism förekommer i en film gör den alltså inte per automatik till en kannibalfilm, filmer som Motorsågsmassakern och När lammen tystnar definieras till exempel inte som kannibalfilmer trots att kannibalism utgör en betydande del av handlingen. Kriteriet är istället att filmen huvudsakligen utspelar sig i en djungel där en kannibalstam hotar en grupp människor eller ibland en ensam person, som i Mannen som kom från floden. I alla kannibalfilmer visas inte ens kannibalism utövas, det är dock alltid ställt utom tvivel att stammen i fråga är kannibaler.
Andra mycket vanligt inslag i kannibalfilmer är scener där djur dödas på riktigt, ofta i vad som ska föreställa primitiva ritualer eller i kamp med andra djur som arrangerats av filmteamet. Kannibalfilmer innehåller vanligtvis även mycket naket och sex, inte sällan i form av våldtäktsscener och kastreringsscener.

## Kontrovers
På grund av väldigt grafiska sex- och våldsscener och framförallt scener där djur dödas så är filmerna ofta väldigt kontroversiella och utsatta för hård censur.
Cannibal Holocaust, som får anses vara det mest kända verket inom genren, beslagtogs till och med av Italienska myndigheter och regissören Ruggero Deodato arresterades tio dagar efter premiären för man trodde att filmen var en snuff-film. Ruggero Deodato som riskerade livstid i fängelse tvingades visa upp rollbesättningen och avslöja hur vissa specialeffekter arrangerats, inte minst den ökända scenen där gruppen finner en ung infödingskvinna som pålats på en strand. Ruggero Deodato friades till slut från mordmisstankarna men dömdes till fyra månaders villkorlig dom för brott mot Italiens djurskyddslagar. Filmen förblev, på grund av djurplågeriet, totalförbjuden i Italien i ytterligare tre år, till 1984, då Deodato till slut lyckades få över rätten på sin sida och få en censurerad version av filmen utgiven.

## Urval av filmer
- Mannen som kom från floden (1972)
- Emanuelle and the last cannibals (1977)
- De sista kannibalerna (1977)
- Bergets grymma hemlighet (1978)
- Cannibal Holocaust (1980)
- Cannibal Ferox (1981)
- Amazonas hemlighet (1988)

## Betydande regissörer
- Ruggero Deodato
- Umberto Lenzi
- Jesús Franco
- Joe D'Amato